# Cosaque au mousquet

Armoiries de l'ost zaporogue.

Le cosaque au mousquet, parfois aussi nommé chevalier au mousquet ou cosaque au fusil (en ukrainien : Лицар із самопалом, Lytsar iz samopalom) est un ancien emblème national de l'Hetmanat cosaque (ost zaporogue). Au XXe siècle, c'était l'emblème national officiel de l'État ukrainien.

## Vue d'ensemble

Sceau de l'Otaman cosaque ukrainien Hryhoriy Loboda, XVI

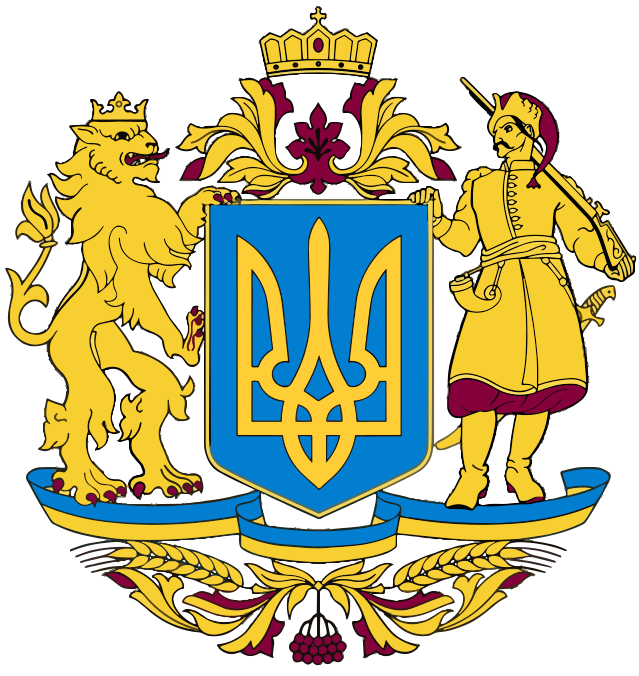
Une ébauche des Grandes armes de l'Ukraine (le cosaque au mousquet est à droite)

Armoiries de l'Ukraine en 1918.

Le « cosaque au mousquet » est littéralement nommé en ukrainien le « chevalier avec une arme à feu improvisée (en) ». Cependant, le terme samopal désigne plus précisément ici un fusil quelconque plutôt qu'une arme à feu improvisée. Selon un spécialiste des études artistiques, le samopal désignait n'importe quel fusil sauf le mousquet ou la carabine.
L'origine de cet emblème reste incertaine, ses premières apparitions connues semblant remonter à 1592. La légende prétend que le roi de Pologne Étienne Báthory, impressionné par la bravoure des cosaques, leur aurait fait donc d'armoiries sur lesquelles figuraient un cosaque muni d'une arme à feu. Cependant, l'historien Oleg Odnorojenko doute de cette version, rappelant que le « cosaque au mousquet » était aussi et surtout utilisé comme symbole par les cosaques libres, ne dépendant pas du roi. Il avance quant à lui une origine locale du symbole.
Après l'annexion définitive de l'hetmanat cosaque à la Russie en 1764, à l'initiative de Piotr Roumiantsev,  l'emblème a été progressivement supprimé et remplacé par l'aigle bicéphale russe en 1767.
Le symbole du cosaque au mousquet a été récupéré par l'hetman d'Ukraine Pavlo Skoropadsky en 1918. Il disparaît de nouveau peu après, jusqu'à ce qu'en 2005, il réapparaisse dans un projet visant à le faire figurer sur le grand sceau de l'Ukraine.
Selon la constitution ukrainienne de 1996, l'emblème doit être inclus dans le Grand Sceau de l'Ukraine.

## Galerie

Oblast de Dnipropetrovsk
Oblast de Zaporijjia
Ville de Tcherkassy
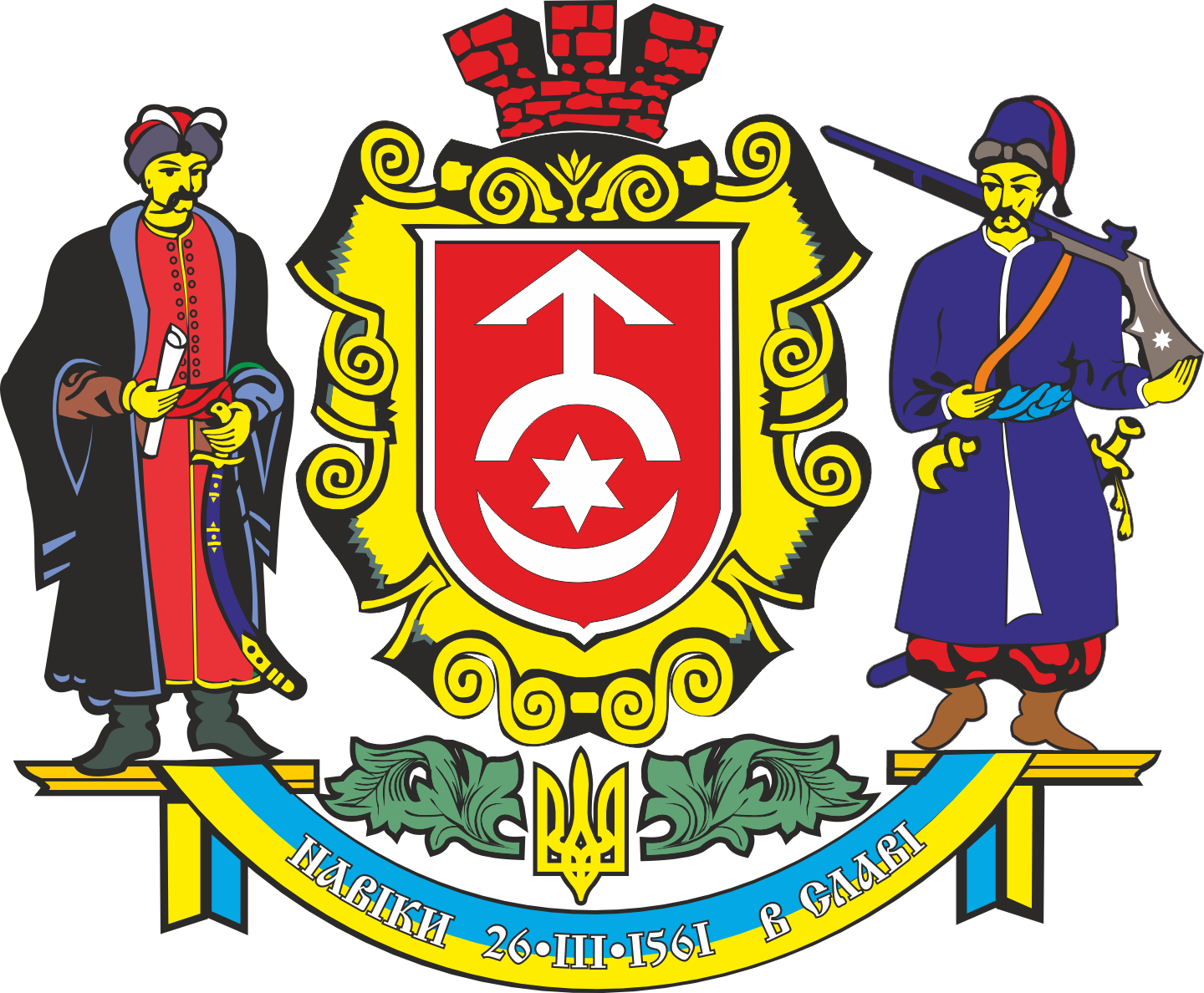
Ville de Starokostiantyniv
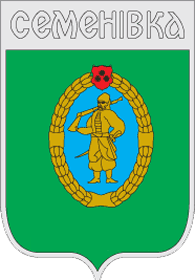
Ville de Semenivka
République populaire du Kouban
Projet politique russe de Nouvelle-Russie (2014-2015)